# Rallycross di Norvegia 2022
Il Rallycross di Norvegia 2022, ufficialmente denominato Ramudden World RX of Norway, è stata l'edizione 2022 del rallycross di Norvegia. La manifestazione si è svolta il 13 e il 14 agosto sul circuito del Lånkebanen a Hell, villaggio situato in territorio di Stjørdal nella regione del Trøndelag, ed era valida come seconda prova del campionato del mondo rallycross 2022, la prima per la neonata classe regina RX1e e la seconda per la serie cadetta RX2e, nonché come terza gara del campionato europeo rallycross 2022, valida per entrambe le categorie RX1 e RX3.
L'evento del World RX ha visto il debutto nella nuova categoria RX1e, che a partire da questa stagione vedrà gareggiare soltanto vetture a propulsione elettrica, ed è stato vinto dallo svedese Johan Kristoffersson alla guida di una Volkswagen RX1e della scuderia Kristoffersson Motorsport, il quale sopravanzò in finale il connazionale Timmy Hansen, secondo classificato su Peugeot 208 RX1e del Hansen World RX Team, e il pilota di casa Ole Christian Veiby, compagno di squadra del vincitore, giunto terzo; La gara della categoria RX2e, serie cadetta dove si gareggia sempre con vetture elettriche, è stata invece vinta dal belga Viktor Vranckx, al secondo successo consecutivo dopo quello conseguito nella gara inaugurale in Svezia.
Anche nell'evento dell'Euro RX si gareggiava in entrambe le categorie; nella RX1 si impose il pilota di casa Andreas Bakkerud al volante di una Audi S1 della scuderia EKS, subito a segno al debutto stagionale, mentre nella classe cadetta RX3 primeggiò il belga Kobe Pauwels su Škoda Fabia, alla seconda vittoria stagionale dopo quella ottenuta in Ungheria.

## Risultati World RX

### Classifiche finali
| 1 | 1  | Johan Kristoffersson | Volkswagen RX1e  | Kristoffersson Motorsport          | 1º | 1º | –  | 2º | –  | 1º | 20 |
| 2 | 21 | Timmy Hansen         | Peugeot 208 RX1e | Hansen World RX Team               | 2º | –  | 1º | –  | 2º | 2º | 16 |
| 3 | 52 | Ole Christian Veiby  | Volkswagen RX1e  | Kristoffersson Motorsport          | 4º | –  | 2º | 1º | –  | 3º | 13 |
| 4 | 12 | Klara Andersson      | PWR RX1e         | Construction Equipment Dealer Team | 6ª | –  | 3ª | –  | 3ª | 4ª | 12 |
| 5 | 68 | Niclas Grönholm      | PWR RX1e         | Construction Equipment Dealer Team | 5º | 4º | –  | –  | 1º | 5º | 11 |
| 6 | 17 | Gustav Bergström     | Volkswagen RX1e  | Gustav Bergström                   | 7º | 3º | –  | 3º | –  | nq | 10 |
| 7 | 71 | Kevin Hansen         | Peugeot 208 RX1e | Hansen World RX Team               | 3º | 2º | –  | –  | 4º | nq | 9  |
| 8 | 77 | René Münnich         | SEAT Ibiza RX1e  | ALL-INKL.COM Münnich Motorsport    | 8º | –  | 4º | 4º | –  | nq | 8  |

| 1  | 13 | Viktor Vranckx     | RX2e | Bert Vranckx              | 1º  | 1º | –  | 1º | –  | 1º | 20 |
| 2  | 14 | Nils Andersson     | RX2e | Kristoffersson Motorsport | 3º  | 2º | –  | –  | 2º | 2º | 16 |
| 3  | 82 | Isak Sjökvist      | RX2e | Hedströms Motorsport      | 2º  | –  | 1º | –  | 1º | 3º | 13 |
| 4  | 97 | Raul Ferre         | RX2e | ACA Esport                | 5º  | 4º | –  | –  | 3º | 4º | 12 |
| 5  | 5  | Pablo Suárez       | RX2e | QEV Motorsport            | 4º  | –  | 2º | 2º | –  | 5º | 11 |
| 6  | 00 | Patrick O'Donovan  | RX2e | Patrick O'Donovan         | 7º  | 3º | –  | 3º | –  | nq | 5  |
| 7  | 34 | Lance Woolridge    | RX2e | QEV Motorsport            | 6º  | –  | 4º | 4º | –  | nq | 9  |
| 8  | 44 | Laia Sanz          | RX2e | Acciona \| Sainz XE Team  | 8ª  | –  | 3ª | –  | 4ª | nq | 8  |
| 9  | 9  | Aksel Lund Svindal | RX2e | Aksel Lund Svindal        | 9º  | 5º | –  | 5º | –  | nq | 7  |
| 10 | 77 | Mark Flaherty      | RX2e | Mark Flaherty             | 10º | –  | 5º | –  | 5º | nq | 6  |

### Super Pole
Unicamente per la categoria RX1e, al fine di decidere la griglia di partenza della prima batteria, venne introdotta la Super Pole ovvero un unico giro cronometrato effettuato con partenza da fermo e comprensivo di Joker Lap.
| 1 | 1  | Johan Kristoffersson | Volkswagen RX1e  | Kristoffersson Motorsport          | 44"437 | –      |
| 2 | 21 | Timmy Hansen         | Peugeot 208 RX1e | Hansen World RX Team               | 44"593 | +0"156 |
| 3 | 71 | Kevin Hansen         | Peugeot 208 RX1e | Hansen World RX Team               | 44"720 | +0"283 |
| 4 | 68 | Niclas Grönholm      | PWR RX1e         | Construction Equipment Dealer Team | 44"897 | +0"460 |
| 5 | 52 | Ole Christian Veiby  | Volkswagen RX1e  | Kristoffersson Motorsport          | 44"939 | +0"502 |
| 6 | 12 | Klara Andersson      | PWR RX1e         | Construction Equipment Dealer Team | 46"000 | +1"563 |
| 7 | 77 | René Münnich         | SEAT Ibiza RX1e  | ALL-INKL.COM Münnich Motorsport    | 46"200 | +1"763 |
| 8 | 17 | Gustav Bergström     | Volkswagen RX1e  | Gustav Bergström                   | 46"440 | +2"003 |

### Batterie
Il risultato delle batterie (Heats) determinerà poi il Ranking finale, il quale risulterà poi decisivo nel caso in cui più concorrenti ottenessero uguali piazzamenti nelle fasi successive, ovvero le Progression Races e le semifinali.
| 1  | Johan Kristoffersson | Volkswagen RX1e  | Kristoffersson Motorsport          | 50 (1º)       | 45 (2º)       | 50 (1º)       | 145 | 1º |
| 21 | Timmy Hansen         | Peugeot 208 RX1e | Hansen World RX Team               | 45 (2º)       | 50 (1º)       | 45 (2º)       | 140 | 2º |
| 71 | Kevin Hansen         | Peugeot 208 RX1e | Hansen World RX Team               | 42 (3º)       | 42 (3º)       | 42 (3º)       | 126 | 3º |
| 52 | Ole Christian Veiby  | Volkswagen RX1e  | Kristoffersson Motorsport          | 40 (4º)       | 39 (5º)       | 39 (5º)       | 118 | 4º |
| 68 | Niclas Grönholm      | PWR RX1e         | Construction Equipment Dealer Team | 39 (5º)       | 40 (4º)       | 38 (6º)       | 117 | 5º |
| 12 | Klara Andersson      | PWR RX1e         | Construction Equipment Dealer Team | 38 (6º)       | 35 (8ª - DNF) | 40 (4ª)       | 113 | 6º |
| 17 | Gustav Bergström     | Volkswagen RX1e  | Gustav Bergström                   | 35 (8º - DNF) | 38 (6º)       | 37 (7º)       | 110 | 7º |
| 77 | René Münnich         | SEAT Ibiza RX1e  | ALL-INKL.COM Münnich Motorsport    | 37 (7º)       | 37 (7º)       | 35 (8º - DNF) | 109 | 8ª |

| 13 | Viktor Vranckx     | RX2e | Bert Vranckx              | 50 (1º)        | 50 (1º)  | 40 (4º)        | 140 | 1º  |
| 82 | Isak Sjökvist      | RX2e | Hedströms Motorsport      | 45 (2º)        | 45 (2º)  | 50 (1º)        | 140 | 2º  |
| 14 | Nils Andersson     | RX2e | Kristoffersson Motorsport | 42 (3º)        | 39 (5º)  | 45 (2º)        | 126 | 3º  |
| 5  | Pablo Suárez       | RX2e | QEV Motorsport            | 40 (4º)        | 42 (3º)  | 39 (5º)        | 121 | 4º  |
| 97 | Raul Ferre         | RX2e | ACA Esport                | 39 (5º)        | 40 (4º)  | 38 (6º)        | 117 | 5º  |
| 34 | Lance Woolridge    | RX2e | QEV Motorsport            | 36 (8º)        | 36 (8º)  | 42 (3º)        | 114 | 6º  |
| 00 | Patrick O'Donovan  | RX2e | Patrick O'Donovan         | 38 (6º)        | 38 (6º)  | 37 (7º)        | 112 | 7º  |
| 44 | Laia Sanz          | RX2e | Acciona Sainz XE Team     | 37 (7ª)        | 38 (6ª)  | 36 (8ª)        | 111 | 8ª  |
| 9  | Aksel Lund Svindal | RX2e | Aksel Lund Svindal        | 35 (9º)        | 35 (9º)  | 35 (9º)        | 105 | 9º  |
| 77 | Mark Flaherty      | RX2e | Mark Flaherty             | 33 (10º - DNF) | 34 (10º) | 33 (10º - DNF) | 100 | 10º |

### Progression races
Per ciascuna serie tutti i concorrenti parteciparanno alle progression races, il risultato delle quali sarà determinante per la qualificazione alle successive semifinali e/o per la scelta della posizione di partenza nelle stesse.
| Categoria RX1e - Progression Race 1 |    |                      |                  |                                    |            |          |          |   |
| Pos.                                | N° | Pilota               | Auto             | Squadra                            | Giri/Joker | Tempo    | Distacco |   |
| 1                                   | 1  | Johan Kristoffersson | Volkswagen RX1e  | Kristoffersson Motorsport          | 5/1        | 3'18"491 | –        | Q |
| 2                                   | 71 | Kevin Hansen         | Peugeot 208 RX1e | Hansen World RX Team               | 5/1        | 3'18"893 | +0"402   | Q |
| 3                                   | 17 | Gustav Bergström     | Volkswagen RX1e  | Gustav Bergström                   | 5/1        | 3'21"767 | +3"276   | Q |
| DNF                                 | 68 | Niclas Grönholm      | PWR RX1e         | Construction Equipment Dealer Team | 0/0        | -        | +5 giri  | Q |
|                                     |    |                      |                  |                                    |            |          |          |   |
| Categoria RX1e - Progression Race 2 |    |                      |                  |                                    |            |          |          |   |
| Pos.                                | N° | Pilota               | Auto             | Squadra                            | Giri/Joker | Tempo    | Distacco |   |
| 1                                   | 21 | Timmy Hansen         | Peugeot 208 RX1e | Hansen World RX Team               | 5/1        | 3'19"492 | –        | Q |
| 2                                   | 52 | Ole Christian Veiby  | Volkswagen RX1e  | Kristoffersson Motorsport          | 5/1        | 3'20"845 | +1"353   | Q |
| 3                                   | 12 | Klara Andersson      | PWR RX1e         | Construction Equipment Dealer Team | 5/1        | 3'21"635 | +2"143   | Q |
| 4                                   | 77 | René Münnich         | SEAT Ibiza RX1e  | ALL-INKL.COM Münnich Motorsport    | 5/1        | 3'36"838 | +17"346  | Q |

| Categoria RX2e - Progression Race 1 |    |                    |      |                           |            |          |          |          |   |
| Pos.                                | N° | Pilota             | Auto | Squadra                   | Giri/Joker | Tempo    | Penalità | Distacco |   |
| 1                                   | 13 | Viktor Vranckx     | RX2e | Bert Vranckx              | 5/1        | 3'28"872 | -        | –        | Q |
| 2                                   | 14 | Nils Andersson     | RX2e | Kristoffersson Motorsport | 5/1        | 3'30"482 | -        | +1"610   | Q |
| 3                                   | 00 | Patrick O'Donovan  | RX2e | Patrick O'Donovan         | 5/1        | 3'31"666 | -        | +2"794   | Q |
| 4                                   | 97 | Raul Ferre         | RX2e | ACA Esport                | 5/1        | 3'37"712 | -        | +8"840   | Q |
| 5                                   | 9  | Aksel Lund Svindal | RX2e | Aksel Lund Svindal        | 5/1        | 3'41"757 | 5"000    | +12"885  | Q |
|                                     |    |                    |      |                           |            |          |          |          |   |
| Categoria RX2e - Progression Race 2 |    |                    |      |                           |            |          |          |          |   |
| Pos.                                | N° | Pilota             | Auto | Squadra                   | Giri/Joker | Tempo    | Penalità | Distacco |   |
| 1                                   | 82 | Isak Sjökvist      | RX2e | Hedströms Motorsport      | 5/1        | 3'26"206 | -        | –        | Q |
| 2                                   | 5  | Pablo Suárez       | RX2e | QEV Motorsport            | 5/1        | 3'29"109 | -        | +2"903   | Q |
| 3                                   | 44 | Laia Sanz          | RX2e | Acciona Sainz XE Team     | 5/1        | 3'32"073 | -        | +5"867   | Q |
| 4                                   | 34 | Lance Woolridge    | RX2e | QEV Motorsport            | 5/1        | 3'33"475 | -        | +7"269   | Q |
| 5                                   | 77 | Mark Flaherty      | RX2e | Mark Flaherty             | 4/1        | 3'46"703 | -        | +20"497  | Q |

Legenda:
| Q | Qualificata/o per le semifinali |

### Semifinali
I primi due classificati in ciascuna semifinale accederanno alla finale; l'ultimo posto disponibile verrà occupato dal "miglior terzo", ovvero colui che ha ottenuto il miglior piazzamento nel Ranking al termine delle batterie.
| Categoria RX1e - Semifinale 1 |    |                      |                  |                                    |            |          |          |   |
| Pos.                          | N° | Pilota               | Auto             | Squadra                            | Giri/Joker | Tempo    | Distacco |   |
| 1                             | 52 | Ole Christian Veiby  | Volkswagen RX1e  | Kristoffersson Motorsport          | 5/1        | 3'23"832 | –        | Q |
| 2                             | 1  | Johan Kristoffersson | Volkswagen RX1e  | Kristoffersson Motorsport          | 5/1        | 3'24"113 | +0"281   | Q |
| 3                             | 17 | Gustav Bergström     | Volkswagen RX1e  | Gustav Bergström                   | 5/1        | 3'27"392 | +2"988   |   |
| 4                             | 77 | René Münnich         | SEAT Ibiza RX1e  | ALL-INKL.COM Münnich Motorsport    | 1/1        | 0'44"294 | +4 giri  |   |
|                               |    |                      |                  |                                    |            |          |          |   |
| Categoria RX1e - Semifinale 2 |    |                      |                  |                                    |            |          |          |   |
| Pos.                          | N° | Pilota               | Auto             | Squadra                            | Giri/Joker | Tempo    | Distacco |   |
| 1                             | 68 | Niclas Grönholm      | PWR RX1e         | Construction Equipment Dealer Team | 5/1        | 3'20"176 | –        | Q |
| 2                             | 21 | Timmy Hansen         | Peugeot 208 RX1e | Hansen World RX Team               | 5/1        | 3'20"802 | +0"626   | Q |
| 3                             | 12 | Klara Andersson      | PWR RX1e         | Construction Equipment Dealer Team | 5/1        | 3'22"892 | +2"716   | Q |
| 4                             | 71 | Kevin Hansen         | Peugeot 208 RX1e | Hansen World RX Team               | 3/1        | 3'49"050 | +2 giri  |   |

| Categoria RX2e - Semifinale 1 |    |                    |      |                           |            |          |          |   |
| Pos.                          | N° | Pilota             | Auto | Squadra                   | Giri/Joker | Tempo    | Distacco |   |
| 1                             | 13 | Viktor Vranckx     | RX2e | Bert Vranckx              | 5/1        | 3'32"002 | –        | Q |
| 2                             | 5  | Pablo Suárez       | RX2e | QEV Motorsport            | 5/1        | 3'33"274 | +1"272   | Q |
| 3                             | 00 | Patrick O'Donovan  | RX2e | Patrick O'Donovan         | 5/1        | 3'34"990 | +2"988   |   |
| 4                             | 34 | Lance Woolridge    | RX2e | QEV Motorsport            | 5/1        | 3'54"966 | +22"964  |   |
| 5                             | 9  | Aksel Lund Svindal | RX2e | Aksel Lund Svindal        | 0/0        | -        | +5 giri  |   |
|                               |    |                    |      |                           |            |          |          |   |
| Categoria RX2e - Semifinale 2 |    |                    |      |                           |            |          |          |   |
| Pos.                          | N° | Pilota             | Auto | Squadra                   | Giri/Joker | Tempo    | Distacco |   |
| 1                             | 82 | Isak Sjökvist      | RX2e | Hedströms Motorsport      | 5/1        | 3'28"805 | –        | Q |
| 2                             | 14 | Nils Andersson     | RX2e | Kristoffersson Motorsport | 5/1        | 3'31"173 | +2"368   | Q |
| 3                             | 97 | Raul Ferre         | RX2e | ACA Esport                | 5/1        | 3'32"644 | +3"839   | Q |
| 4                             | 44 | Laia Sanz          | RX2e | Acciona Sainz XE Team     | 5/1        | 3'35"842 | +7"037   |   |
| 5                             | 77 | Mark Flaherty      | RX2e | Mark Flaherty             | 5/1        | 3'54"842 | +26"037  |   |

Legenda:
| Q | Qualificata/o per la finale |

### Finali
| Categoria RX1e | Categoria RX1e | Categoria RX1e       | Categoria RX1e   | Categoria RX1e                     | Categoria RX1e | Categoria RX1e | Categoria RX1e | Categoria RX1e |
| Pos.           | Nº             | Pilota               | Auto             | Squadra                            | Giri/Joker     | Tempo          | Distacco       |                |
| -------------- | -------------- | -------------------- | ---------------- | ---------------------------------- | -------------- | -------------- | -------------- | -------------- |
| 1              | 1              | Johan Kristoffersson | Volkswagen RX1e  | Kristoffersson Motorsport          | 5/1            | 3'17"885       | –              |                |
| 2              | 21             | Timmy Hansen         | Peugeot 208 RX1e | Hansen World RX Team               | 5/1            | 3'21"577       | +3"692         |                |
| 3              | 52             | Ole Christian Veiby  | Volkswagen RX1e  | Kristoffersson Motorsport          | 5/1            | 3'21"942       | +4"057         |                |
| 4              | 12             | Klara Andersson      | PWR RX1e         | Construction Equipment Dealer Team | 5/1            | 3'22"934       | +5"049         |                |
| 5              | 68             | Niclas Grönholm      | PWR RX1e         | Construction Equipment Dealer Team | 5/1            | 3'23"217       | +5"332         |                |

- Miglior tempo di reazione: 0"440 ( Ole Christian Veiby);
- Giro più veloce: 38"058 ( Johan Kristoffersson);
- Miglior giro Joker: 41"854 ( Johan Kristoffersson).

| Categoria RX2e | Categoria RX2e | Categoria RX2e | Categoria RX2e | Categoria RX2e            | Categoria RX2e | Categoria RX2e | Categoria RX2e | Categoria RX2e |
| Pos.           | Nº             | Pilota         | Auto           | Squadra                   | Giri/Joker     | Tempo          | Distacco       |                |
| -------------- | -------------- | -------------- | -------------- | ------------------------- | -------------- | -------------- | -------------- | -------------- |
| 1              | 13             | Viktor Vranckx | RX2e           | Bert Vranckx              | 5/1            | 3'26"680       | –              |                |
| 2              | 14             | Nils Andersson | RX2e           | Kristoffersson Motorsport | 5/1            | 3'28"386       | +1"706         |                |
| 3              | 82             | Isak Sjökvist  | RX2e           | Hedströms Motorsport      | 5/1            | 3'29"403       | +2"723         |                |
| 4              | 97             | Raul Ferre     | RX2e           | ACA Esport                | 5/1            | 3'30"806       | +4"126         |                |
| 5              | 5              | Pablo Suárez   | RX2e           | QEV Motorsport            | 5/1            | 3'32"585       | +5"905         |                |

- Miglior tempo di reazione: 0"513 ( Raul Ferre);
- Giro più veloce: 39"404 ( Viktor Vranckx);
- Miglior giro Joker: 43"182 ( Nils Andersson).

## Risultati Euro RX

### Classifiche finali
| Categoria RX1 | Categoria RX1 | Categoria RX1      | Categoria RX1       | Categoria RX1                   | Categoria RX1   | Categoria RX1     | Categoria RX1     | Categoria RX1     | Categoria RX1     | Categoria RX1 | Categoria RX1 | Categoria RX1 | Categoria RX1 | Categoria RX1 |
| Pos.          | N°            | Pilota             | Auto                | Squadra                         | Batterie (Pos.) | Progression Races | Progression Races | Progression Races | Progression Races | Semifinali    | Semifinali    | Semifinali    | Finale        | Punti         |
| Pos.          | N°            | Pilota             | Auto                | Squadra                         | Batterie (Pos.) | PR1               | PR2               | PR3               | PR4               | SF1           | SF2           | SF3           | Finale        | Punti         |
| ------------- | ------------- | ------------------ | ------------------- | ------------------------------- | --------------- | ----------------- | ----------------- | ----------------- | ----------------- | ------------- | ------------- | ------------- | ------------- | ------------- |
| 1             | 13            | Andreas Bakkerud   | Audi S1             | EKS                             | 2º              | –                 | 1º                | –                 | –                 | –             | 1º            | –             | 1º            | 20            |
| 2             | 69            | Sondre Evjen       | Audi S1             | Team JC Raceteknik              | 7º              | –                 | –                 | 2º                | –                 | 2º            | –             | –             | 2º            | 9             |
| 3             | 6             | Jānis Baumanis     | Peugeot 208         | #YellowSquad                    | 5º              | 2º                | –                 | –                 | –                 | –             | 2º            | –             | 3º            | 13            |
| 4             | 92            | Anton Marklund     | Hyundai i20         | SET Promotion                   | 1º              | 1º                | –                 | –                 | –                 | 1º            | –             | –             | 4º            | 12            |
| 5             | 14            | Fraser McConnell   | Hyundai i20         | Betomik Racing Team             | 3º              | –                 | –                 | 1º                | –                 | –             | –             | 1º            | 5º            | 11            |
| 6             | 73            | Támas Kárai        | Audi S1             | Karai Motorsport Sportegyesület | 9º              | 3º                | –                 | –                 | –                 | –             | –             | 2º            | nq            | 10            |
| 7             | 50            | Attila Mózer       | Ford Fiesta MK6     | Nyírad Motorsport KFT           | 8º              | –                 | –                 | –                 | 4º                | 3º            | –             | –             | nq            | 9             |
| 8             | 67            | Frank Valle        | Ford Fiesta MK7     | Frank Valle                     | 10º             | –                 | 4º                | –                 | –                 | –             | 3º            | –             | nq            | 8             |
| 9             | 24            | Sivert Svardal     | Volkswagen Polo R   | Sivert Svardal                  | 14º             | –                 | 2º                | –                 | –                 | –             | –             | 3º            | nq            | 7             |
| 10            | 12            | Anders Michalak    | Volkswagen Polo     | Carexperience AB                | 6º              | –                 | 3º                | –                 | –                 | 4º            | –             | –             | nq            | 6             |
| 11            | 21            | Linus Östlund      | Volkswagen Polo     | Linus Östlund                   | 12º             | –                 | –                 | –                 | 3º                | –             | –             | 4º            | nq            | 5             |
| 12            | 9             | David Nordgaard    | Ford Fiesta (MK7)   | David Nordgaard                 | 18º             | –                 | –                 | –                 | 2º                | –             | 4º            | –             | nq            | 4             |
| 13            | 91            | Enzo Ide           | Audi S1             | EKS                             | 4º              | –                 | –                 | –                 | 1º                | 5º            | –             | –             | nq            | 3             |
| 14            | 88            | Marcin Gagacki     | Ford Fiesta MK6     | Oponeo                          | 11º             | –                 | –                 | 3º                | –                 | –             | 5º            | –             | nq            | 2             |
| 15            | 44            | Dariusz Topolewski | Ford Fiesta MK6     | Oponeo                          | 13º             | 4º                | –                 | –                 | –                 | –             | –             | 5º            | nq            | 1             |
| 16            | 38            | Mandie August      | SEAT Ibiza          | ALL-INKL.COM Münnich Motorsport | 15ª             | –                 | –                 | 4ª                | –                 | nq            | nq            | nq            | nq            | 0             |
| 17            | 26            | Tom André Sætnan   | Volkswagen Scirocco | Tom André Sætnan                | 16º             | –                 | –                 | –                 | 5º                | nq            | nq            | nq            | nq            | 0             |
| 18            | 33            | Ulrik Linnemann    | Ford Fiesta MK6     | Linnemann Promotion             | 17º             | –                 | –                 | 5º                | –                 | nq            | nq            | nq            | nq            | 0             |
| Pos.          | N°            | Pilota             | Auto                | Squadra                         | Batterie (Pos.) | PR1               | PR2               | PR3               | PR4               | SF1           | SF2           | SF3           | Finale        | Punti         |
| Pos.          | N°            | Pilota             | Auto                | Squadra                         | Batterie (Pos.) | Progression Races | Progression Races | Progression Races | Progression Races | Semifinali    | Semifinali    | Semifinali    | Finale        | Punti         |

| Categoria RX3 | Categoria RX3 | Categoria RX3           | Categoria RX3   | Categoria RX3           | Categoria RX3   | Categoria RX3     | Categoria RX3     | Categoria RX3 | Categoria RX3 | Categoria RX3 | Categoria RX3 | Categoria RX3 |
| Pos.          | N°            | Pilota                  | Auto            | Squadra                 | Batterie (Pos.) | Progression Races | Progression Races | Semifinali    | Semifinali    | Finale        | Punti         |               |
| Pos.          | N°            | Pilota                  | Auto            | Squadra                 | Batterie (Pos.) | PR1               | PR2               | SF1           | SF2           | Finale        | Punti         |               |
| ------------- | ------------- | ----------------------- | --------------- | ----------------------- | --------------- | ----------------- | ----------------- | ------------- | ------------- | ------------- | ------------- | ------------- |
| 1             | 22            | Kobe Pauwels            | Audi A1         | Volland Racing KFT      | 1º              | 1º                | –                 | 1º            | –             | 1º            | 20            |               |
| 2             | 30            | Nils Volland            | Audi A1         | Volland Racing KFT      | 5º              | 4º                | –                 | –             | 1º            | 2º            | 16            |               |
| 3             | 6             | Damian Litwinowicz      | Audi A1         | Damian Litwinowicz      | 3º              | 2º                | –                 | –             | 2º            | 3º            | 13            |               |
| 4             | 11            | Jan Černý               | Škoda Citigo    | PAJR s.r.o              | 4º              | –                 | 3º                | –             | 3º            | 4º            | 12            |               |
| 5             | 8             | Espen Isaksætre         | Peugeot 208     | Espen Isaksætre         | 6º              | –                 | 2º                | 2º            | –             | 5º            | 11            |               |
| 6             | 99            | João Ribeiro            | Audi A1         | João Ribeiro            | 7º              | 3º                | –                 | 3º            | –             | nq            | 10            |               |
| 7             | 60            | Marius Solberg Hansen   | Škoda Fabia     | MSH RX                  | 2º              | –                 | 1º                | –             | 4º            | nq            | 9             |               |
| 8             | 61            | Jiří Šusta              | Škoda Fabia     | Josef Šusta             | 9º              | 5º                | –                 | 4º            | –             | nq            | 8             |               |
| 9             | 88            | Nuno Araújo             | Audi A1         | Volland Racing KFT      | 8º              | –                 | 4º                | 5º            | –             | nq            | 7             |               |
| 10            | 58            | Dominik Senegacnik      | Volkswagen Polo | KRTZ Motorsport         | 10º             | –                 | 5º                | –             | 5º            | nq            | 6             |               |
| 11            | 13            | Per Magne Egebø-Svardal | Audi A1         | Per Magne Egebø-Svardal | 11º             | DNS               | DNS               | -             | -             | nq            | -10           |               |
| Pos.          | N°            | Pilota                  | Auto            | Squadra                 | Batterie (Pos.) | PR1               | PR2               | SF1           | SF2           | Finale        | Punti         |               |
| Pos.          | N°            | Pilota                  | Auto            | Squadra                 | Batterie (Pos.) | Progression Races | Progression Races | Semifinali    | Semifinali    | Finale        | Punti         |               |

### Finali
| Categoria RX1 | Categoria RX1 | Categoria RX1    | Categoria RX1 | Categoria RX1       | Categoria RX1 | Categoria RX1 | Categoria RX1 | Categoria RX1 |
| Pos.          | Nº            | Pilota           | Auto          | Squadra             | Giri/Joker    | Tempo         | Distacco      |               |
| ------------- | ------------- | ---------------- | ------------- | ------------------- | ------------- | ------------- | ------------- | ------------- |
| 1             | 13            | Andreas Bakkerud | Audi S1       | EKS                 | 5/1           | 3'17"675      | –             |               |
| 2             | 69            | Sondre Evjen     | Audi S1       | Team JC Raceteknik  | 5/1           | 3'20"745      | +3"070        |               |
| 3             | 6             | Jānis Baumanis   | Peugeot 208   | #YellowSquad        | 5/1           | 3'21"771      | +4"096        |               |
| 4             | 92            | Anton Marklund   | Hyundai i20   | SET Promotion       | 5/1           | 4'06"145      | +48"470       |               |
| 5             | 14            | Fraser McConnell | Hyundai i20   | Betomik Racing Team | 0/0           | -             | +5 giri       |               |

- Miglior tempo di reazione: 0"444 ( Anton Marklund);
- Giro più veloce: 38"069 ( Andreas Bakkerud);
- Miglior giro Joker: 41"420 ( Andreas Bakkerud).

| Categoria RX3 | Categoria RX3 | Categoria RX3      | Categoria RX3 | Categoria RX3      | Categoria RX3 | Categoria RX3 | Categoria RX3 | Categoria RX3 |
| Pos.          | Nº            | Pilota             | Auto          | Squadra            | Giri/Joker    | Tempo         | Distacco      |               |
| ------------- | ------------- | ------------------ | ------------- | ------------------ | ------------- | ------------- | ------------- | ------------- |
| 1             | 22            | Kobe Pauwels       | Audi A1       | Volland Racing KFT | 5/1           | 3'35"378      | –             |               |
| 2             | 30            | Nils Volland       | Audi A1       | Volland Racing KFT | 5/1           | 3'39"546      | +4"168        |               |
| 3             | 6             | Damian Litwinowicz | Audi A1       | Damian Litwinowicz | 5/1           | 3'41"502      | +6"124        |               |
| 4             | 11            | Jan Černý          | Škoda Citigo  | PAJR s.r.o         | 5/1           | 3'41"968      | +6"590        |               |
| 5             | 8             | Espen Isaksætre    | Peugeot 208   | Espen Isaksætre    | 0/0           | -             | +5 giri       |               |

- Miglior tempo di reazione: 0"481 ( Jan Černý);
- Giro più veloce: 41"355 ( Kobe Pauwels);
- Miglior giro Joker: 45"522 ( Kobe Pauwels).

## Classifiche di campionato
World RX - RX1e piloti
| Pos. | Pilota               | Punti |
| ---- | -------------------- | ----- |
| 1    | Johan Kristoffersson | 20    |
| 2    | Timmy Hansen         | 16    |
| 3    | Ole Christian Veiby  | 13    |
| 4    | Klara Andersson      | 12    |
| 5    | Niclas Grönholm      | 11    |
| 6    | Gustav Bergström     | 10    |
| 7    | Kevin Hansen         | 9     |
| 8    | René Münnich         | 8     |

World RX - RX1e squadre
| Pos. | Pilota                             | Punti |
| ---- | ---------------------------------- | ----- |
| 1    | Kristoffersson Motorsport          | 33    |
| 2    | Hansen World RX Team               | 25    |
| 3    | Construction Equipment Dealer Team | 23    |

RX2e piloti
| Pos. | Pos. | Pilota             | Punti |
| ---- | ---- | ------------------ | ----- |
| 1    |      | Viktor Vranckx     | 38    |
| 2    |      | Nils Andersson     | 32    |
| 3    |      | Isak Sjökvist      | 49    |
| 4    |      | Raul Ferre         | 24    |
| 5    |      | Pablo Suárez       | 22    |
| 6    | 1    | Laia Sanz          | 17    |
| 7    | 2    | Patrick O'Donovan  | 11    |
| 8    | 2    | Mark Flaherty      | 11    |
| 9    | 3    | Filip Thorén       | 17    |
| 10   | N    | Lance Woolridge    | 9     |
| 11   | 3    | Catie Munnings     | 8     |
| 12   | N    | Aksel Lund Svindal | 7     |

Euro RX - RX1 piloti
| Pos. | Pos. | Pilota                | Punti |
| ---- | ---- | --------------------- | ----- |
| 1    |      | Anton Marklund        | 52    |
| 2    |      | Jānis Baumanis        | 35    |
| 3    | 5    | Andreas Bakkerud      | 33    |
| 4    | 1    | Sivert Svardal        | 24    |
| 5    | 2    | Enzo Ide              | 22    |
| 6    |      | Anders Michalak       | 22    |
| 7    | 6    | Sondre Evjen          | 20    |
| 8    | 4    | Tamás Kárai           | 20    |
| 9    | 5    | Jean-Baptiste Dubourg | 18    |
| 10   | 3    | Ulrik Linnemann       | 13    |
| 11   | 2    | Johan Kristoffersson  | 12    |
| 12   | 2    | Oliver Solberg        | 11    |
| 13   | N    | Fraser McConnell      | 11    |
| 14   |      | Marcin Gagacki        | 11    |
| 15   | 4    | Aleš Fučik            | 10    |
| 16   | 2    | Linus Östlund         | 10    |
| 17   | 8    | Attila Mózer          | 9     |
| 18   | 12   | Frank Valle           | 8     |
| 19   | 4    | Ole Christian Veiby   | 8     |
| 20   | 4    | Mandie August         | 7     |
| 21   | 4    | Patrick O'Donovan     | 6     |
| 22   | N    | David Nordgaard       | 4     |
| 23   | 4    | Márk Mózer            | 4     |
| 24   | 4    | László Kiss           | 3     |
| 25   | 4    | Oliver O'Donovan      | 2     |
| 26   | 3    | Dariusz Topolewski    | 0     |
| 27   | 5    | Zoltán Koncseg        | 0     |
| 28   | 1    | Tom André Saetnan     | 0     |
| 29   | 6    | Paulius Pleskovas     | 0     |
| 30   | 6    | Hervé Knapick         | 0     |
| 31   | 5    | Gustav Bergström      | 0     |
| 32   | 4    | René Münnich          | 0     |
| 33   | 2    | Stefan Kristensson    | 0     |
| 34   | 2    | Dan Öberg             | 0     |

Euro RX - RX3 piloti
| Pos. | Pos. | Pilota                  | Punti |
| ---- | ---- | ----------------------- | ----- |
| 1    |      | Kobe Pauwels            | 56    |
| 2    |      | João Ribeiro            | 36    |
| 3    |      | Damian Litwinowicz      | 36    |
| 4    | 1    | Jan Černý               | 30    |
| 5    | 1    | Marius Solberg Hansen   | 29    |
| 6    |      | Dominik Senegacnik      | 23    |
| 7    | 1    | Jiri Šusta              | 23    |
| 8    | 6    | Nils Volland            | 22    |
| 9    | 3    | Espen Isaksætre         | 21    |
| 10   | 1    | Nuno Araújo             | 21    |
| 11   | 1    | Janno Ligur             | 12    |
| 12   | 1    | Zsolt Szíjj Jolly       | 10    |
| 13   |      | Nick Snoeys             | 7     |
| 14   | 1    | Róbert Répási           | 6     |
| 15   | 8    | Per Magne Egebø-Svardal | 5     |
| 16   |      | András Ferjáncz         | 6     |
| 17   |      | Martin Kjær             | 3     |
| 18   |      | Anders Hansen           | 1     |
| 19   |      | Guttorm Lindefjell      | 0     |